# Хребет Дослідника
49°40′00″ пн. ш. 130°20′00″ зх. д. / 49.666666666667° пн. ш. 130.33333333333° зх. д.
Хребет Експлорер — це серединно-океанічний хребет, дивергентна межа тектонічних плит, розташована приблизно за 241 км (150 миль) на захід від острова Ванкувер, Британська Колумбія, Канада. Він розташований на північному краю осі Тихоокеанського спредингу. На схід від нього лежить плита Експлорер, яка разом з плитою Хуан-де-Фука та плитою Горда на південь від неї є залишками колись величезної плити Фараллон, яка значною мірою була субдукована під Північноамериканську плиту. Хребет Експлорер складається з одного головного сегмента, Південного хребта Експлорер, та кількох менших сегментів. Він простягається на північ від зони розлому Сованко до потрійного з'єднання Королеви Шарлотти, точки, де він зустрічається з розломом Королеви Шарлотти та північною зоною субдукції Каскадія.

## Геологія
Ця дивергентна межа вперше утворилася близько 5–7 мільйонів років тому, коли північний кінець плити Хуан-де-Фука відколовся вздовж розлому Нутка, утворюючи плиту Експлорер. Це, очевидно, мало деякі важливі наслідки для регіональної геологічної еволюції. Коли ця зміна завершилася, вулканізм Каскадної дуги від Північної Каліфорнії до південно-західної частини Британської Колумбії повернувся, і почали формуватися сучасні Каскадний хребет та Олімпійські гори.
Океанічна кора віддаляється від хребта Експлорер в обидва боки. Зі східного боку плита Експлорер, що рухається на схід, підсувається під Північноамериканську плиту. Пояс вулканів вздовж Тихоокеанських хребтів є прямим результатом цього зіткнення. Західна сторона хребта Експлорер пов'язана з північно-західною Тихоокеанською плитою, яка утворила розлом Королеви Шарлотти, активний трансформний розлом вздовж узбережжя Британської Колумбії та південно-східної частини Аляски.
Хребет Експлорер також сейсмічно активний. Більшість сейсмічності, зареєстрованої в цій області, відбулася в зоні трансформного розлому Експлорер або поблизу неї. Відносно невелика глибина Південного хребта Експлорер (до 1800 м) у порівнянні з більшістю інших сегментів центрів спредингу на північному сході Тихого океану свідчить про те, що вздовж цього сегмента за останні 100 000 років спостерігалася значна вулканічна активність.